# Утред (король Хвикке)
Утред (англ. Uhtred) был королём Хвикке, англосаксонского королевства, занимавшего земли на территории, которая позже стала Глостерширом и Вустерширом. Правил совместно с Энбертом и Эльдредом. В 757 году Энберт, Утред и Эльдред пожаловали землю епископу Милреду, а в 759 году аббату Хедде. В 770 году Утред издал хартию своему тэну Этельмунду. Другой дар, Келмунду, датирован 756 годом, по-видимому, ошибочно принятым за 777, 778 или 779.